# Флаг Дубны
Флаг Дубны́ — официальный символ городского округа Дубна Московской области Российской Федерации.
Флаг утверждён 27 ноября 2003 года и внесён в Государственный геральдический регистр Российской Федерации под номером 1449.
Флаг города Дубны Московской области составлен на основании герба города Дубна по правилам и соответствующим традициям вексиллологии и отражает исторические, культурные, социально-экономические, национальные и иные местные традиции.
В начале апреля 2013 года в ходе Морской ледовой автомобильной экспедиции флаг Дубны был установлен на Северном полюсе.

## Описание
«Флаг города Дубны представляет собой прямоугольное полотнище с соотношением ширины к длине 2:3, воспроизводящее гербовую композицию: на белом полотнище синяя выщербленная полоса в 1/4 ширины полотнища, из которой вырастает дуб того же цвета с зелёной кроной, обременённой жёлтым знаком атома, ниже которого — жёлтое острие в 1/2 ширины полотнища».

## Обоснование символики
Флаг по своему содержанию един и гармоничен: все фигуры символизируют город Дубну и его жителей как тружеников, привносящих огромный интеллектуальный, научный теоретический и практический вклад в его развитие.
Главной фигурой флага является дуб, символизирующий силу, мощь, уверенность, защиту, долговечность, мужество.
Синий ствол дуба аллегорически показывает реку Дубну, впадающую в Волгу.
Синий ствол дуба и его зелёная крона аллегорически показывают природные богатства, окружающие город, и вместе с тем неразрывную связь города с окружающей природой.
Раскидистая крона дуба аллегорически говорит о богатой истории Дубненского края, символизирует вековую мудрость человечества. Зелёный цвет означает благородство, радость, честь, стабильность, а также экологию, здоровье.
Синяя выщербленная полоса аллегорически показывает своеобразие географического расположения города на территории Московской области: по сути Дубна представляет собой остров, его границы очерчивают реки Волга, Дубна, Сестра, канал им. Москвы и Иваньковское водохранилище.
Синий цвет (лазурь) — символ истины, чести и добродетели, чистого неба и водных просторов.
Город вырос из посёлка Дубно Калининской (ныне Тверской) области. Название связано с одноимённой рекой. В 1958 году название города было согласовано с названием реки — Дубна.
История возникновения и развития современного наукограда — города Дубны тесно связана с процессом развития в России ядерной физики и физики элементарных частиц. Создание уникального сооружения — синхрофазотрона, мощного ускорителя заряженных частиц, позволило проводить исследования атомного ядра, открыть новые явления и законы строения материи.
Дубна — центр фундаментальных исследований в области физики элементарных частиц и ядерной физики. Образование города связано с Международной межправительственной организацией «Объединённый институт ядерных исследований».
В городе работают ФГУП «Государственное машиноконструкторское бюро „Радуга“», ОАО «Дубненский машиностроительный завод», ФГУП «Научно-исследовательский институт „Атолл“», ОАО «Приборный завод „Тензор“», Центр космической связи «Дубна», филиал НИИ ядерной физики МГУ имени М. В. Ломоносова, Государственный университет природы, общества и человека «Дубна», филиал Московского института радиотехники, электроники и автоматики; конструируется и производится ракетная и авиационная техника. Обо всем этом во флаге говорит геральдическая фигура — жёлтое узкое острие — аллегория развития, устремления в будущее.
Жёлтый цвет (золото) — символ прочности, силы, великодушия, богатства и интеллекта.